# Pongrácz Tibor (politikus, 1940–2019)
Pongrácz Tibor (Budapest, 1940. november 26. – Budapest, 2019. április 20.) magyar közgazdász, informatikus, az Antall-kormány államtitkára (1992–1993), az MDF elnökségi tagja (1995–1999, 2001–2003).

## Családja és tanulmányai
Szülei Pongrácz Tibor és Bud Mária. Nős 1966 óta; felesége Hüttl Marietta, dr., kandidátus, demográfus. Gyermekei: Tibor (1967) és Marietta (1969).
Tanulmányai: MKKE, 1959–63, ELTE, alkalmazott matematika, 1964–67; 1963–68 között az ÉM Számítástechnikai és Ügyvitelgépesítési Vállalat tudományos csoportvezetője.
1969–73 között a Datorg Külkereskedelmi adatfeldolgozó és Szervezési Rt. önálló osztályvezetője.

## Életpályája
A gimnázium elvégzése után a Közgazdaságtudományi Egyetemen szerzett  diplomát, majd az ELTE alkalmazott matematikus szakán végzett 1967-ben. 1969-ben doktorált matematikai-közgazdaságtani témában.
1963 és 1973 között kutatóként a matematikai közgazdaságtan alkalmazása területén dolgozott, főleg makrogazdasági területeken. Időközben mélyreható adatfeldolgozási ismereteket szerzett (1963 és 1968 között az ÉM Számítástechnikai és Ügyvitelgépesítési Vállalat - ÉVM SZÁMGÉP - tudományos csoportvezetőjeként, majd az INFELOR-nál illetve 1969 és 1973 között a Külkereskedelmi adatfeldolgozó és Szervezési Rt. önálló osztályvezetőjeként).
1973 és 1981 között a KSH keretében először az Országos Számítástechnikai-alkalmazási Iroda igazgatóhelyetteseként a számítástechnika alkalmazás országos fejlesztése és a vonatkozó kutatás-fejlesztés irányítása volt a feladata, majd 1977-től a Népességnyilvántartó Hivatal főosztályvezetőjeként az országos népesség-nyilvántartás számítástechnikai projektjét valósította meg.
1981-91 között a Pénzügyi Számítástechnikai Intézet igazgatóhelyettese, majd 1988-tól igazgatója volt. Az intézmény feladata a makrogazdaság pénzügyi információs és elemzési rendszerének kialakítása, a mai adórendszer elektronikus adatfeldolgozási rendszerének létrehozása, a megyei pénzügyi feldolgozásokat támogató TAKEH (ma TÁKISZ) rendszer kialakítása, a versenypiacon banki és biztosítási rendszerek megvalósítása volt.
1991 és 1992 folyamán Antall József miniszterelnök felkérésére részt vett a GAM-nak nevezett alternatív gazdasági program kidolgozásában. 1992 januárjában az APEH elnökhelyettese, ez év februárjában pedig az Antall kormány pénzügyminisztériumi politikai államtitkára lett (1992–93). A kormányfő kinevezése alapján követte Mádl Ferencet az ÁVÜ igazgatótanácsának elnöki székében (1992-94), a kormány gazdasági kabinetjének titkára (1992-93) és a Világkiállítási Tanács (1992–94) tanács tagja lett. 1993-ban címzetes államtitkári kinevezéssel megbízást kapott a privatizációs tárca nélküli miniszter munkájának segítésére, a kormányüléseken való helyettesítésére és számos nemzetgazdasági projekt vezetésére (1993-94).
1994-95 között a SZÜV Rt. (informatika) vezérigazgatója, majd 1996-tól az EUROPONT Rt. (beruházás, építésszervezés, pénzügyi tanácsadás) elnöki tanácsadója, a CAOLA-ALFA Rt. felügyelő bizottságának elnöke volt. 1998 óta képviselte az MDF-et az ÁPV Rt. felügyelő bizottságában. 1996 óta az MDF parlamenti frakciójának gazdaságpolitikai főtanácsadójaként dolgozott.
1989-ig semmilyen pártnak nem volt tagja, akkor lépett be az MDF-be. 1990-tól 1999-ig az MDF Gazdasági Bizottságának ügyvivője, majd elnöke, 1995 és 1999 illetve 2001 és 2003 között az MDF Országos Elnökségének és Választmányának tagja volt. Részt vett az 1994. évi és az 1998. évi választási program megírásában, 1992-ben és 1994-ben Kisbéren, 1998-ban Budapesten (10.sz. vk.) volt az MDF egyéni képviselőjelöltje. Ő irányította az MDF 2002. évi választási programjának kidolgozását.
2009-ben lépett ki az MDF-ből.